# قرآن خون
قرآن خون نسخه ای از کتاب مقدس اسلامی، قرآن است که ادعا می‌شود در طول دو سال در اواخر دهه ۱۹۹۰ با خون صدام حسین، رئیس‌جمهور سابق عراق نوشته شده‌است. صدام این کتاب را در سال ۱۹۹۷ در شصتمین سالگرد تولد خود سفارش داد تا از خداوند به خاطر کمک به او در «توطئه‌ها و خطرات» بسیار سپاسگزاری کند. او در نامه‌ای که در سپتامبر ۲۰۰۰ توسط رسانه دولتی عراق منتشر شد، دلایل خود را برای سفارش این کتاب توضیح داد: «زندگی من پر از خطرات بوده‌است که در آن باید خون زیادی از دست می‌دادم… اما از آنجایی که فقط کمی خونریزی داشتم. از کسی خواستم که به شکرانه سخنان خدا را با خون من بنویسد."
این اقدام صدام در سال ۲۰۰۰ توسط مقامات مذهبی امارات متحده عربی و عربستان سعودی محکوم شد و پس از سقوط او از قدرت در سال ۲۰۰۳، قرآن از نمایش عمومی حذف شد. بحث بر سر میزان خونی که صدام در این پروژه داد، یا اینکه آیا هیچ‌کدام از آنها اصلاً متعلق به اوست، همچنان ادامه دارد.

## کتابت و نمایش
این کتاب توسط عباس شاکر جودی، خوشنویس اسلامی که اکنون در ویرجینیا در ایالات متحده زندگی می‌کند، نوشته شده‌است. بر اساس روایت خود از وقایع، در طول دو سال، صدام ۲۴ تا ۲۷ لیتر (۵۰ تا ۵۷ پینت) خون خود را اهدا کرد که توسط جودی برای کپی برداری از ۶۰۰۰ آیه و حدود ۳۳۶۰۰۰ کلمه قرآن استفاده شد. به گفته جودی، صدام حسین او را به بیمارستان ابن سینا در بغداد، جایی که پسرش عدی در حال بهبودی پس از سوء قصد بود، احضار کرد و از او خواست که قرآن را از خون خود به عنوان «نوعی نذر از طرف صدام» بنویسد. این اثر طی مراسمی در سپتامبر ۲۰۰۰ به صدام تحویل داده شد.
گزارش‌های دیگر نسخه رسمی دولت صدام حسین را در مورد میزان خون اهدایی در ساخت قرآن (یا اینکه در وهله اول حتی خون صدام بوده‌است) زیر سؤال برده‌است. گزارشگر فیلیپ اسماکر در ۲۹ ژوئیه ۲۰۰۱ در بغداد گزارش داد. جالب‌ترین ادعای مشکوک و کاملاً غیرقابل تأیید این است که صدام نزدیک به ۵۰ پیمانه از خون خود را برای نوشتن یک قرآن اهدا کرده‌است. The work was handed over to Saddam in a ceremony in September 2000.
روزنامه تلگراف بریتانیا، گزارشگر کرد در ۱۴ دسامبر ۲۰۰۲ یک هنرمند ماهر ۶۰۵ صفحه کتاب آسمانی را با استفاده از خون صدام حسین نوشته‌است. رئیس‌جمهور سابق عراق در طول دو سال سه لیوان خون را اهدا کرد و از آن مخلوط با مواد شیمیایی برای هر بیت استفاده شد.
در دسامبر ۲۰۱۰، چندین خبرگزاری در مورد اینکه چگونه قرآن خون بدنام صدام به موضوعی بحث‌برانگیز در سیاست ظریف امروز عراق تبدیل شده‌است، مقالات خبری منتشر کردند. سلسو بیانکو، معاون اجرایی مراکز خون آمریکا، در مقاله‌ای به دشواری باور این ادعا اشاره کرد که صدام تنها در یک دوره ۲ ساله ۲۷ لیتر خون اهدا کرده‌است. بیانکو گفت: "مقدار اهدایی مجاز برای اهداکننده خون در ایالات متحده پنج یا شش پینت در طول یک سال یا کمتر از یک گالن است. با این نرخ مطمئن، باید ۹ سال طول می‌کشید تا حسین همه را اهدا کند. بیانکو گفت: "این مقدار باورنکردنی است، اگر این [عدد] درست باشد.
قرآن خون در ساختمانی شش ضلعی مرمری بر روی دریاچه مصنوعی در مجموعه مسجد مادر همه جنگ‌ها به نمایش گذاشته شد. فقط بازدیدکنندگان دعوت‌شده می‌توانستند آن را مشاهده کنند، زیرا ساختمان معمولاً قفل و خارج از محدوده بود. به گفته پل مک‌گیو، روزنامه‌نگار استرالیایی، که صفحه‌ای از قرآن خون را دیده‌است، «حروف خونی حدود دو سانتی‌متر ارتفاع دارد و حاشیه‌های تزئینی گسترده خیره‌کننده هستند – آبی، روشن و تیره، لکه‌های قرمز و صورتی؛ و نقاط برجسته چرخان. در سیاه." مارتین چولوف، روزنامه‌نگار گاردین، آن را به‌عنوان «کتابی نفیس توصیف می‌کند که جای خود را در هر نمایشگاه هنری می‌گیرد.

## پس از سقوط صدام
پس از سقوط بغداد به دست نیروهای تحت رهبری ایالات متحده در آوریل ۲۰۰۳، متولیان مسجد، قرآن خون را برای نگهداری در انبار قرار دادند. سقوط صدام مقامات مذهبی و سکولار عراق را با این دوراهی مواجه کرد که با آثار دوران حکومت او چه باید کرد. علی الموسوی، سخنگوی نورالمالکی، نخست‌وزیر، بر این نکته تأکید می‌کند و می‌گوید: «ما نباید هر چیزی را که در زمان این رژیم ساخته شده‌است برداریم. اما مجسمه‌هایی وجود داشت که صرفاً دربارهٔ دیکتاتوری و کنترل عراق بود. برخی صحبت کردند. به دیکتاتورها و نبردها، و باید حذف شوند. معنای قومی و فرقه ای دارند.
دولت اکثریت شیعه عراق پس از صدام نمی‌خواهد شاهد ظهور مجدد نمادهای رژیم قدیم باشد و کمیته ای برای نظارت بر حذف آنها ایجاد کرده‌است. برخی از مخالفان سابق صدام، مانند احمد چلبی، از تخریب تمامی بناهای تاریخی و نمادهای دوران صدام به این دلیل که آنها «یادآوری آشکار پیامدهای توتالیتاریسم و ایده آل سازی فردی است که مظهر شر است» استدلال کرده‌اند. دیگران، مانند موفق الربیعی، استدلال می‌کنند که عراقی‌ها «باید [دوران صدام] را به خاطر بسپارند، آنچه را که بد و خوب است و درس‌هایی بیاموزند.» سخنگوی نخست‌وزیر عراق علی الموسوی پیشنهاد کرده‌است که قرآن خون باید «به عنوان سند وحشیگری صدام» حفظ شود، زیرا او نباید این کار را می‌کرد. این قرآن چیزهای زیادی در مورد او می‌گوید. با این حال، او گفت که هرگز نباید در موزه به نمایش گذاشته شود، زیرا هیچ عراقی دوست ندارد آن را ببیند، اما شاید بتوان آن را در یک موزه خصوصی مانند یادگاری‌های هیتلر یا استالین نگهداری کرد.